# Catalina Botero
Catalina Botero Marino (Bogotà, 7 settembre 1965) è un'avvocata e difensore dei diritti umani  colombiana.
È specialista in diritto costituzionale, diritto internazionale dei diritti umani e giustizia di transizione.

## Biografia

### Gioventù e istruzione
Botero è la figlia di un architetto/designer di nome Álvaro Botero e di un'ambientalista di nome Margarita Marino. Ha frequentato la Juan Ramón Jiménez High School di Bogotà e si è laureata in Giurisprudenza nel 1988 presso l'Università delle Andes.
Da studentessa, è stata una leader del movimento chiamato Séptima Papeleta (Settimo Scrutinio), attraverso il quale nel 1991 è stata convocata in Colombia un'Assemblea costituente nazionale.
Dopo la laurea in Giurisprudenza, Catalina ha svolto studi post laurea in Pubblica amministrazione e Diritto amministrativo presso la stessa università. Ha proseguito gli studi post laurea a Madrid, dove ha studiato Diritti umani presso l'Istituto Universitario dei Diritti Umani dell'Università Complutense (1990-91). Ha anche studiato Diritto costituzionale e Scienze politiche presso il Centro di Studi Costituzionali (1992) e si è laureata in Studi Avanzati presso l'Università Carlos III.

## Vita professionale
Botero è membro del panel per la trasparenza esterna della Banca Interamericana di Sviluppo. È anche commissario della Commissione internazionale dei giuristi e membro del Consiglio di Amministrazione dell'Istituto per i Diritti Umani dell'Associazione Internazionale degli Avvocati. È stata visiting professor presso il Istituto di diritto pubblico comparato e diritto internazionale Max Planck (MPIL). Allo stesso modo, Catalina è professore a contratto presso l'American University Academy of Human Rights e un membro esperto della Columbia Global Freedom of Expression della Columbia University.
È stata relatore speciale per la Libertà di Espressione presso la Commissione Interamericana sui Diritti Umani dell'OAS. Allo stesso modo, è stata Magistrato supplente presso la Corte Costituzionale e presso la Corte Suprema Administrativa (Consiglio di Stato) in Colombia. Contemporaneamente, lavora come arbitro per la Camera di Commercio di Bogotà.
Dal 2016 al 2020 è stata Preside della Facoltà di Giurisprudenza dell'Università delle Andes.

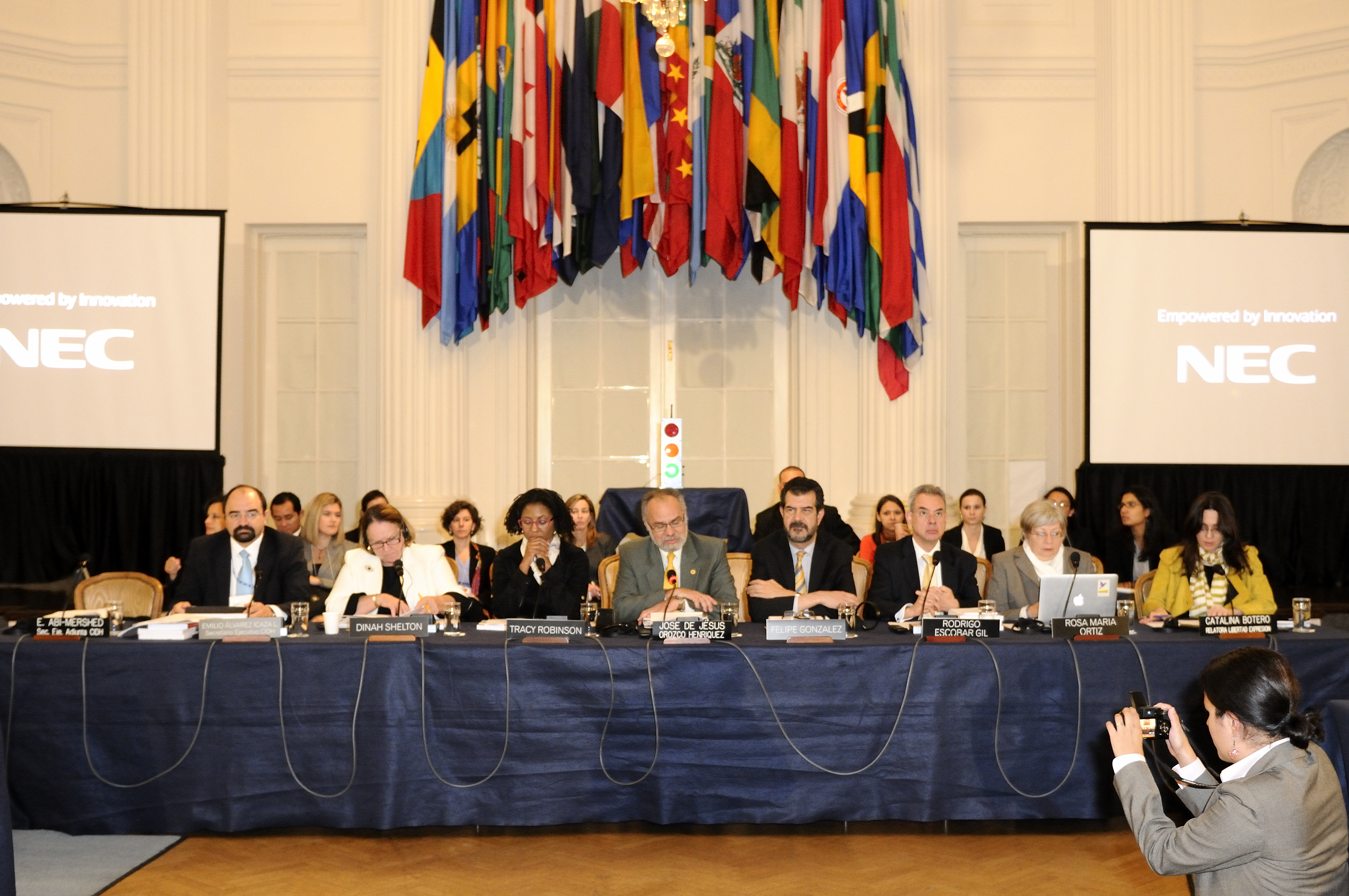
Catalina Botero, partecipando a un'audizione davanti alla società civile, sul rafforzamento del sistema interamericano dei diritti umani a Washington D.C. nell'anno 2012.

### Relatore speciale
Il 21 luglio 2007 la Commissione interamericana per i diritti umani (IACHR) l'ha eletta Relatrice speciale per la libertà di espressione. È entrata in carica nel luglio 2008.
Nell'agosto 2010, Botero e Frank La Rue, che all'epoca era il relatore speciale delle Nazioni Unite sulla libertà di espressione, hanno formulato raccomandazioni al governo messicano su come affrontare la libertà di espressione e l'accesso alle informazioni pubbliche. Affermavano che il Messico era il paese più pericoloso per i giornalisti nelle Americhe e criticavano anche il fatto che l'impunità fosse diffusa in quel paese, che la libertà di espressione fosse limitata dalle leggi federali e statali, che vi fosse una mancanza di pluralità nei media, e che l'accesso del pubblico alle informazioni era sempre più limitato.
Nel 2011, Botero ha scritto un articolo intitolato Libertad de Expresión en las Américas (Libertà di espressione nelle Americhe), in cui ha notato che sebbene le dittature militari latinoamericane abbiano lasciato il posto a governi democratici, è stata mantenuta una "cultura della segretezza", così come "leggi sulla stampa che sono restrittivi". Tale articolo evidenziava che "la regione deve affrontare una serie di grandi sfide" e compiti da affrontare, tra cui: la protezione dei giornalisti, la depenalizzazione degli atti di espressione, l'accesso all'informazione, la lotta contro la censura diretta e indiretta, nonché l'attuazione del pluralismo e l'inclusione della diversità nel dibattito pubblico.
Nel 2012, dopo aver criticato gli attacchi del presidente ecuadoriano Rafael Correa ai media nel suo paese, Correa si è unita al presidente venezuelano Hugo Chávez nel respingere le critiche di Botero a quei due governi, ed entrambi hanno presentato una proposta all'OEA per rivedere il funzionamento dell'ufficio della libertà di espressione e limitarne la sua giurisdizione.
Il 22 marzo 2013, il giornale peruviano El Comercio ha riferito che Catalina Botero aveva espresso preoccupazione per le proposte del governo ecuadoriano di limitare la commissione e il suo finanziamento. Contrariamente a quanto indicato dal suddetto governo, Botero ha affermato che la commissione dovrebbe avere "un fondo permanente che le consenta di adempiere a tutte le sue responsabilità". In caso di non poter disporre di questo fondo monetario, ha avvertito che l'ufficio del Relatore speciale avrebbe dovuto chiudere.

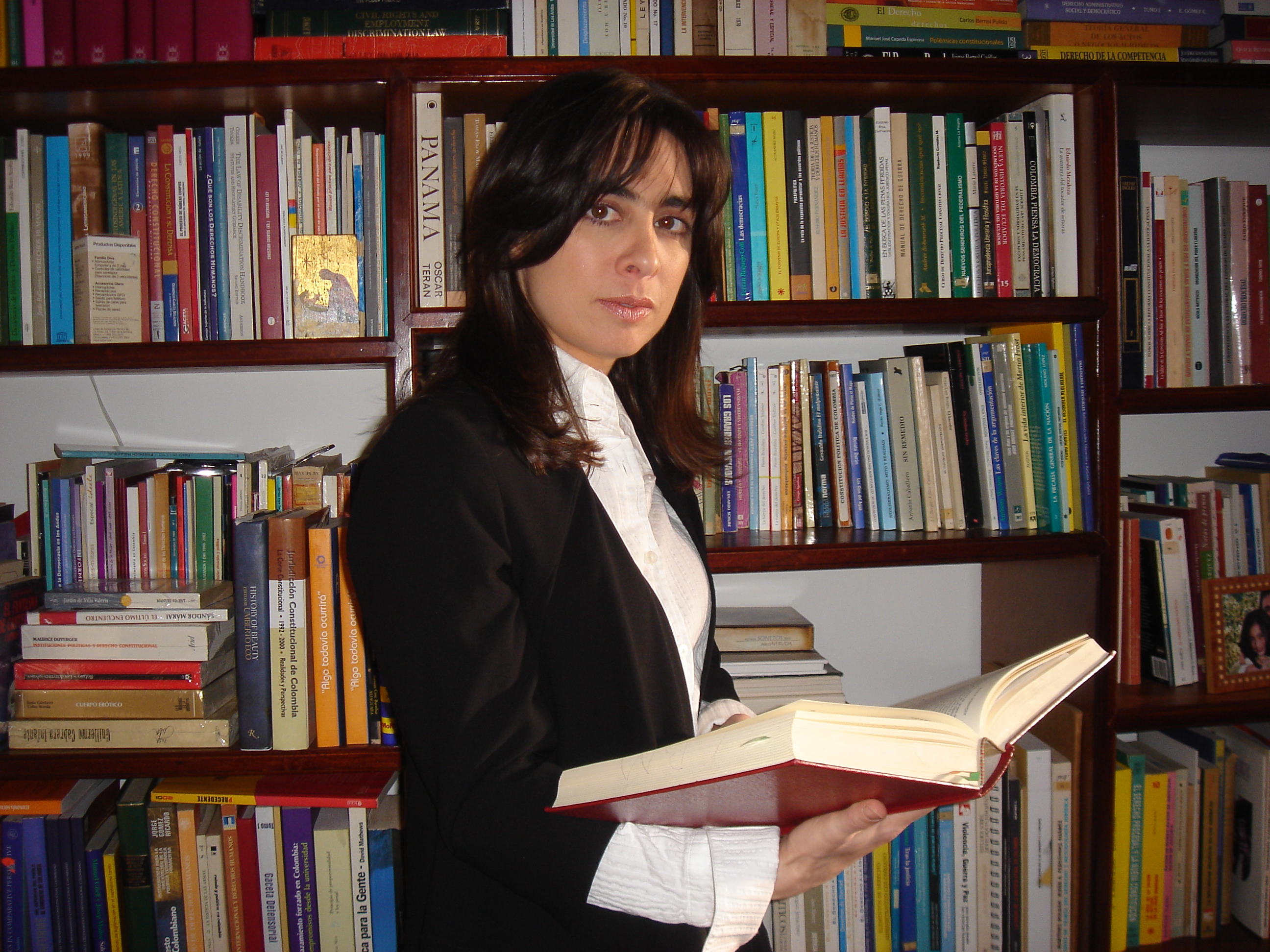
Catalina Botero, nel 2014

### Altre attività professionali
Nel gennaio 2008, ha partecipato a un seminario su "Media e governo" organizzato a Washington, D.C. dall'organizzazione Inter-American Dialogue (Dialogo Interamericano); Botero è un membro di questa organizzazione. Nel 2012, è stata relatrice principale all'evento a Città del Messico dal titolo Change your world, promosso da Yahoo!, in cui donne provenienti da tutto il continente americano si sono incontrate per discutere e scambiare esperienze e idee legate ai diritti umani e tecnologia.
Nel 2016, Botero Marino, insieme a un gruppo di avvocati colombiani, il progetto Global Freedom of Expression della Columbia University, l'UNESCO, Dejusticia e la Fondazione per la libertà di stampa, hanno creato la banca dati online denominata Jurisprudencia de Libertad (Giurisprudenza della libertà), che consente l'accesso alle informazioni della corti superiori di 16 paesi dell'America Latina.
Il 6 maggio 2020, Facebook (società denominata Meta a partire dal 2021) l'ha nominata membro del suo consiglio di sorveglianza (Oversight Board). Catalina è anche direttrice della Cattedra UNESCO sulla libertà di espressione presso l'Università delle Andes.

## Premi e riconoscimenti
- 2005 - Riconoscimento della Revista Semana della Colombia, come uno dei 40 leader sotto i 40 anni di quel paese.
- 2012 - Riconoscimento della Fundación Fundarte e Marca Colombia, come uno dei 100 colombiani più importanti all'estero.
- 2012 - Riconoscimento della Revista Semana  e della Fundación Libertad y Democracia, come uno dei migliori leader in Colombia.[17]
- 2013 - Premio come una delle 5 personalità più importanti della regione, dal Grupo de Diarios América (GDA).
- 2014 - Riconoscimento della Revista Semana come uno dei migliori leader in Colombia.[18]
- 2014 - Premio ANJ per la libertà di stampa, dall'Associazione nazionale dei giornali del Brasile.[19]
- 2015 - Gran Premio Chapultepec, dalla Società interamericana della stampa.[20]